# Сельберг, Атле
Атле Сельберг (норв. Atle Selberg, 14 июня 1917 — 6 августа 2007) — норвежский математик, известный своими работами в области аналитической теории чисел и теории автоморфных функций.

## Биография
Сельберг родился в 1917 году в норвежском городе Лангесун (Langesund). Получил образование в Университете Осло, который окончил в 1943 году, получив степень Ph.D.
В 1942 году он доказал, что конечная доля всех нулей дзета-функции Римана лежит на критической прямой Re(s)=1⁄2. В 1947 году разработал «метод решета Сельберга», применявшийся в исследовании вопросов аналитической теории чисел. В 1948 году (параллельно с Эрдёшем) получил элементарное доказательство асимптотического закона распределения простых чисел, опубликовал его и в 1950 году был удостоен за это Филдсовской премии.
Нашёл одно из элементарных доказательств теоремы Дирихле о простых числах в арифметической прогрессии.
Переехав в США, начал работу в Институте перспективных исследований в Принстоне (штат Нью-Джерси). В 1956 году он опубликовал одну из наиболее значимых своих работ, в которой доказывал формулу, получившую название «Формула следа Сельберга» (применяется в теории автоморфных функций, в теории представлений и других разделах математики и физики).
В 1986 году за его работы по теории чисел, дискретным группам и автоморфным формам Сельберг был удостоен Премии Вольфа. Также он был избран членом Норвежской академии наук, Датской королевской академии наук и Американской академии гуманитарных и точных наук.
Сельберг был женат, имел двух детей. Скончался 6 августа 2007 года от сердечной недостаточности.